# Cebus capucinus
Il cebo cappuccino (Cebus capucinus (Linnaeus, 1758)) è un primate platirrino della famiglia dei Cebidi.

## Distribuzione
Con quattro sottospecie (Cebus capucinus capucinus, Cebus capucinus curtus, Cebus capucinus imitator, Cebus capucinus limitaneus) la specie occupa un vasto areale che va dall'Honduras al Brasile centro-occidentale.

## Descrizione

### Dimensioni
Misura circa un metro di lunghezza, di cui la metà spetta alla coda semiprensile, per un peso di 4 kg.

### Aspetto

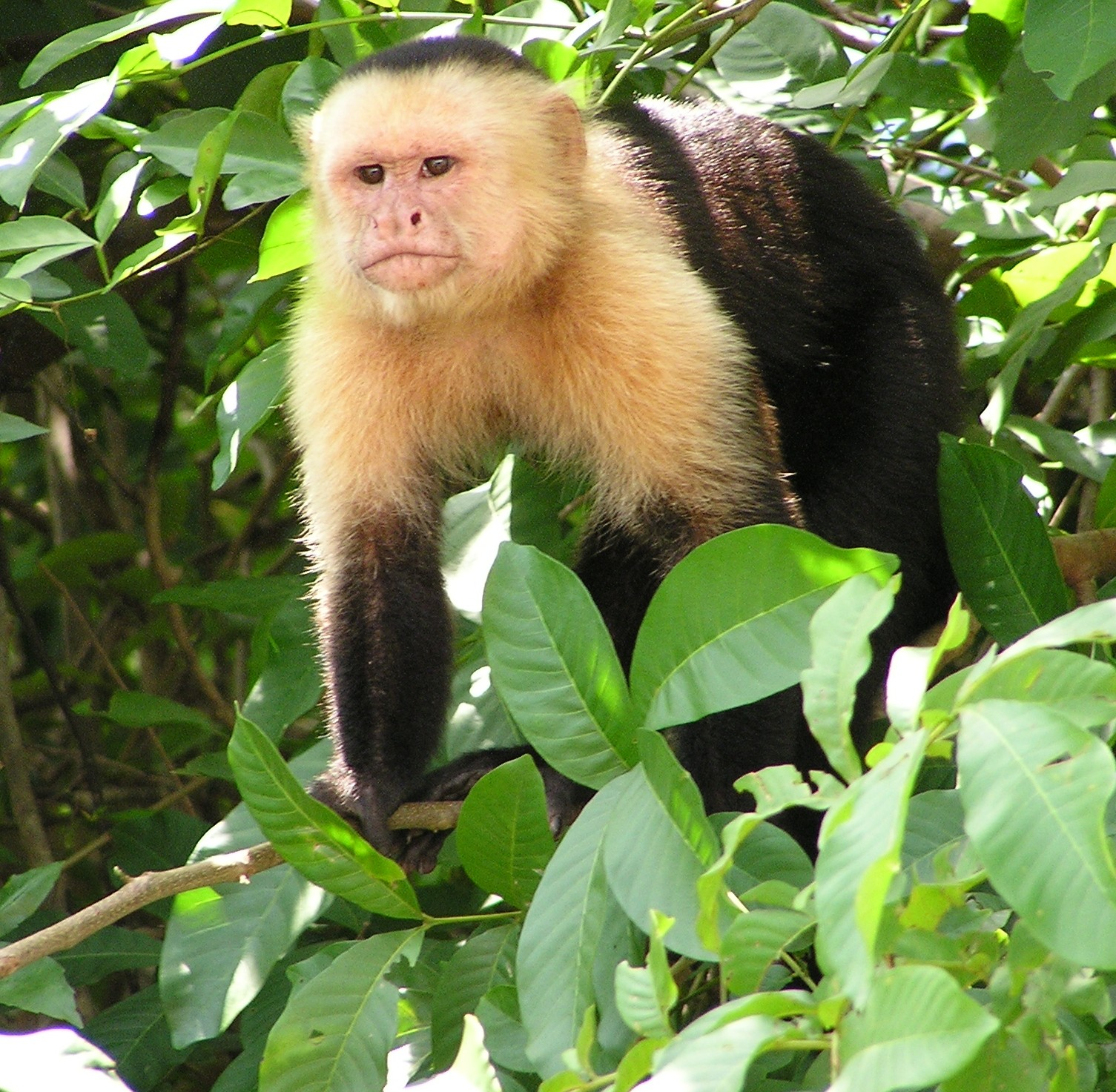
Un esemplare selvatico: notare il caratteristico "cappuccio".

Il pelo è omogeneamente nero, fatta eccezione per un caratteristico "cappuccio" bianco o giallastro che ricopre la testa (tranne la nuca, che è nera), la gola e le spalle, rendendo la colorazione dell'animale molto simile nel complesso a quella dei frati cappuccini, da cui il nome. La faccia è nuda e rosata.

### Dimorfismo sessuale
I maschi, a parità d'età, sono più grandi e robusti delle femmine.

## Biologia
Si tratta di animali diurni ed arboricoli: vivono in gruppi composti da una ventina di individui ed oltre, nei quali il rapporto fra i sessi non sempre viene rispettato, anzi spesso sono presenti vari maschi per femmina: in ogni caso, è presente sempre una coppia dominante, in base ai rapporti di parentela con la quale gli altri componenti hanno un rango più o meno subordinato.

I gruppi sono assai vociferi e chiassosi e percorrono circa due chilometri al giorno nell'ambito di territori ben definiti che hanno un'estensione compresa fra i 320.000 e gli 860.000 m2. I maschi sono i principali difensori del territorio, mentre le femmine fungono da sentinelle: queste ultime sono solite formare gruppetti con la funzione di difendersi da attenzioni sgradite da parte di maschi aggressivi.

Con una massa cerebrale di 70-80 g, questi animali sono assai intelligenti: in natura, i giovani imparano dagli adulti ad utilizzare oggetti per rompere i gusci dei frutti di cui si nutrono, inoltre sono in grado di utilizzare determinate specie vegetali come repellenti per zanzare ed acari.

### Alimentazione
Si tratta di animali molto opportunisti, che mangiano principalmente materiale vegetale, ma all'occorrenza non disdegnano di catturare insetti e piccoli vertebrati.

### Riproduzione
I cicli estrali delle femmine sono sincronizzati in modo tale che durante la stagione riproduttiva (fra dicembre ed aprile) solo una femmina alla volta sia in estro.

La gestazione dura circa cinque mesi e mezzo, al termine dei quali nasce solitamente un unico cucciolo, che viene accudito soprattutto dalla madre. Attorno all'anno d'età il cucciolo viene svezzato, e diviene via via più indipendente con l'età. La maturità sessuale viene raggiunta attorno ai 2-3 anni d'età, mentre la taglia adulta viene raggiunta solamente dopo gli otto anni.
In natura, questi animali vivono fra i quindici ed i venticinque anni, mentre in cattività la loro speranza di vita raddoppia.